# What We Reflect
What We Reflect é o primeiro álbum de estúdio da banda americana Scars of Life. Foi lançado em 1 de maio de 2005 pela gravadora Rock Ridge Music.

## Faixas
1. "Lemon"
2. "Alone Inside"
3. "Pool of Fears"
4. "Mute"
5. "Lost Years"
6. "Placebo"
7. "Away from Me"
8. "Wathc Me Drown"
9. "Descending"
10. "Bullet with Your Name"
11. "Water in My Hands"
12. "Silent Words"